# Гентингтин
Гентингтин (англ. Huntingtin) — это белок, закодированный геном HTT (также HD). Функция нормальной формы этого белка неизвестна. Мутации в гене вызывают болезнь Гентингтона.

## Структура
Структура белка гентингтина может быть самой разной, так как из-за полиморфизма гена в белке содержится разное количество остатков глутамина. Обычно их содержится от 6 до 35 (наибольшее зарегистрированное количество — около 250). Молекулярная масса хантингтина в основном зависит именно от количества остатков глутамина. Белок обычно содержит 3144 аминокислоты.

## Функция белка
Главная функция гентингтина точно не выяснена, однако достоверно известно, что он играет важную роль в нервных клетках. Внутри них он участвует в передаче сигналов, транспорте веществ, скреплении белков и защите клеток от апоптоза. Также известно, что белок повышает экспрессию BDNF на уровне транскрипции, однако механизм, с помощью которого гентингтин это делает, не установлен. Гентингтин также необходим для нормального протекания эмбриогенеза, в экспериментах на мышах при отсутствии гомологичного гена эмбрион быстро погибал.

## Взаимодействие с другими белками
Установлено, что гентингтин может непосредственно взаимодействовать с 19 видами белков. Шесть из них используются в регуляции транскрипции, другие четыре — в транспорте веществ, ещё три — в передаче сигналов, а у остальных шести функция неизвестна.

## Болезнь Гентингтона
Болезнь Гентингтона возникает, если в гене вследствие мутации 36 раз и более встречается кодон CAG, кодирущий глутамин, из-за чего в белке происходит удлинение полиглутаминовой последовательности в N-конце, то есть глутаминовых остатков становится больше нормы, которая находится в диапазоне 6-35 остатков. В этом случае вместо нормального белка гентингтина Htt образуется его изменённый из-за мутации вариант mHtt. Считается, что болезнь Гентингтона возникает именно из-за усиления токсического эффекта mHtt.
Классификация нуклеотидной последовательности и статус болезни, который зависит от числа кодонов CAG
| Число кодонов CAG | Статус выраженности мутации | Выраженность заболевания                                |
| ----------------- | --------------------------- | ------------------------------------------------------- |
| <28               | Норма                       | Норма.                                                  |
| 28-35             | Промежуточный               | Норма, при передаче возможно увеличение числа повторов. |
| 36-39             | Частичная пенетрантность    | Шанс возникновения патологии относительно мал.          |
| 40 и выше         | Полная пенетрантность       | Вероятность развития болезни — 100 %.                   |